# Rhagovelia choreutes
Rhagovelia choreutes är en insektsart som beskrevs av Hussey 1925. Rhagovelia choreutes ingår i släktet Rhagovelia och familjen vattenlöpare. Inga underarter finns listade i Catalogue of Life.